# Ditomyiidae
Ditomyiidae Edwards, 1921, è una piccola famiglia di insetti dell'ordine dei Ditteri (Nematocera: Bibionomorpha) comprendente circa 90 specie.

## Descrizione
L'adulto è un piccolo moscerino, con corpo a tinte giallo-brune, di 6-8 mm di lunghezza. Il capo è provvisto di occhi ben sviluppati, 3 ocelli e antenne di 16 articoli. Il torace è gibboso, le zampe sono particolarmente lunghe, con coxe allungate e tibie munite di speroni all'apice. L'addome è stretto e allungato.
Le ali sono ben sviluppate, leggermente annerite o macchiate da bande scure, rivestite da setole. La costa si estende fino al margine laterale, la subcosta è poco sviluppata e non confluisce sulla costa, la radio presenta i rami R2+3 R4+5 ben sviluppati e confluenti sulla costa. La media si suddivide in due rami, M1 e M2. La nervatura trasversa radio-mediale (r-m) e la medio-cubitale (m-cu) confluiscono su M1+2 sullo stesso punto; la radio-mediale è molto breve. Come in altri Sciaroidei, il tratto basale della media non è visibile fino all'intersezione delle nervature trasverse; il settore radiale, la radio-mediale, la medio-cubitale e la base di CuA1 delimitano perciò una cellula basale chiusa.

Rappresentazione schematica della venatura alare. C: costa; Sc: subcosta; R: radio; M: media; Cu: cubito; A: anale; h: trasversa omerale; r-m: radio-mediale; m-cu: medio-cubitale.

Le larve sono bianche, con capo scuro e sclerotizzato, provviste di un paio di stigmi toracici e 8 paia addominali (polipneustiche), la pupa è anoica.

## Biologia e diffusione
I Ditomyiidae sono prevalentemente diffusi nella regione australasiana e nella regione neotropicale, ma il loro areale si estende a tutte le regioni zoogeografiche eccetto l'afrotropicale. Sono associati ad ambienti forestali, spesso in regioni montane fresche e umide. Le larve conosciute sono micetofaghe e si rinvengono spesso all'interno dei corpi fruttiferi dei funghi delle Polyporaceae o all'interno di gallerie nel legno morto ma non marcescente. Gli adulti si rivengono in luoghi ombrosi e umidi, spesso presso corsi d'acqua.

## Evoluzione
L'esistenza di strette relazioni filogenetiche fra specie neozelandesi e cilene fanno ritenere che l'origine di questa famiglia risalga al Cretacico inferiore.

## Sistematica
I Ditomyiidae sono stati inseriti in un raggruppamento distinto scorporato dalla famiglia dei Mycetophilidae sensu lato. Comprende circa 90 specie, molte endemiche ripartite fra 8 generi:
- Australosymmerus
- Asioditomyia
- Calliceratomyia
- Ditomyia
- Neocryonisca
- Nervijuncta
- Rhipidata
- Symmerus
- Vellicocauda

In Europa sono rappresentati solo i generi Ditomyia e Symmerus, il primo diffuso principalmente nell'Europa centrale, il secondo nell'Europa settentrionale, con le seguenti quattro specie:
- Ditomyia fasciata
- Ditomyia macroptera
- Symmerus annulatus
- Symmerus nobilis

Secondo Fauna Europaea, le quattro specie sono presenti anche in Italia, ad eccezione della Sicilia, della Sardegna e delle isole minori. Secondo Fauna Italia sono invece presenti solo le specie D. macroptera e S. annulatus e limitatamente all'Italia settentrionale.